# MÁV E jellegű szerkocsi
A MÁV E jellegű szerkocsitípusát Magyar Királyi Állami Vasgyárak az Ie. osztályú gőzmozdonyaihoz fejlesztette ki 9 szerkezetszámon. Kifejlesztését egy, a MÁV által beszerzett fővonali mozdonyoknál általánosan alkalmazott szerkocsitípusnál nagyobb befogadóképességű szerkocsi szükségessége indokolta.

## Szerkezete
A bár a szerkocsi összképe nagyon hasonló volt a korábbi típuséhoz, mégis felépítése némiképp eltért amazétól. A kettős lemezkeret helyett a szerkocsi hossztartóit egy-egy 16 mm-es folytvaslemez alkotta, melyeket elöl a kapocsszekrény, hátul a vonószekrény kötötte össze. A középső tengely itt is a két szélső távolságának a felénél helyezkedett el, a tengelyek egymástól való távolsága 20–20 mm-rel lett nagyobb.A tengelyeknél lévő keretkivágásokat az ágytokok körül acélöntvények merevítették ki és ezen ágytokok nyúlványaira támaszkodtak a hordrugók. Mindegyik kerékcsapágy fölött egy-egy lemezes rugót helyeztek el, melyeket himbák nem kötöttek össze. A víztartálynak, melyen elöl kétoldalt egy-egy, hátul pedig egy töltőnyílást alakítottak ki, a szélessége 250 mm-rel nőtt. A tápvíz Szász-rendszerű vízkapcsolaton keresztül jutott a mozdony injektoraihoz. A szerkocsira egy 13″-os Westinghouse-rendszerű függőleges fékhengert és gyorsműködésű kormányszelepet szereltek. A szerkocsi minden kerékpárját egy oldalról (hátulról) fékezték. Az összes féktuskóerő a teljesen rakott szerkocsi súlyának 67%-a volt. A fékrudazat nyomáskiegyenlítő szerkezettel készült. A víztartály előtt kétoldalt két kisebb, míg hátul, a vonószekrény fölött egy nagyobb szerszámszekrényt alakítottak ki.

## Sorozatgyártás
A típusból az alábbi mozdonysorozatokhoz szállítottak:
- MÁV Ie. osztály (91–9 szerkezetszám),
- MÁV If. osztály (92 szerkezetszám).

## Pályafutásuk
A szerkocsik nagy részét a 222 sorozatú mozdonyokkal együtt 1932–1933-ban selejtezték. Tíz szerkocsit a 222 sorozatú mozdonyokkal együtt megtartottak, további ötöt pedig a szerkocsik kapocsszekrényének átalakítását követően a 651 sorozatú mozdonyokhoz kapcsolva üzemeltették tovább. Ez utóbbi szerkocsik a E651 sorozatjelet és a mozdonyok pályaszámait kapták.
A második világháború után három szerkocsit 324 sorozatú mozdonyokhoz kapcsoltak. E szerkocsik kapocsszekrénye az E651 sorozatú szerkocsikéval azonos kivitelű volt. E szerkocsiknak kezdetben a K jellegmegjelölést szánták, de végül maradt az E jelleg és az E324 sorozatjel.
A szabványosítás jegyében a szerkocsik kerékpárjait 1948-tól az M jellegű szerkocsikéval azonos, 896 mm-es kerékváz-, illetve 1040 mm-es futókör-átmérőjű kerékpárokra cserélték.
A hozzájuk tartozó mozdony selejtezését követően a jobb állapotú szerkocsikat vízszállító kocsivá alakítva tovább használták.